# 塞巴斯蒂安·阿莱
塞巴斯蒂安·阿莱（法語：Sébastien Haller，1994年6月22日—）是一位法国-科特迪瓦足球运动员，场上司职前锋，現效力于荷甲球隊烏德勒支，並代表科特迪瓦國家足球隊參賽。

## 俱乐部生涯

### 欧塞尔
作为科特迪瓦籍母亲和法国籍父亲的儿子，阿莱持有法国和科特迪瓦的双重国籍。他自幼便先后在法兰西岛大区的维尼厄（FCO Vigneux）和布雷蒂尼（CS Brétigny Football）开始足球生涯。2007年，阿莱转投当时的法乙俱乐部欧塞尔，并代表其青年队效力直至2012年。
阿莱于2011年6月与欧塞尔签署了他的第一份职业合同。经过再一年的历练后，他升入了由让-吉·瓦莱姆执教的俱乐部一线队。在2012年7月27日以2比0战胜尼姆奧林匹克的比赛中，阿莱首次亮相法乙，并于第58分钟送出一记助攻。而在2013年3月1日以1比1战平阿尔勒-阿维尼翁的比赛中，他又射入自己的法乙首球，帮助球队在第27分钟率先打破僵局。

### 乌德勒支
自2015年1月起，阿莱被俱乐部租借至荷甲俱乐部乌德勒支效力，直至赛季结束。他于2015年1月18日以1比2不敌海伦芬的比赛中完成荷甲首秀；其后又在以6比1大胜多德勒支的比赛中包办了个人的前四球。赛季结束后，阿莱的所有权被乌德勒支买断。他被当地球迷评选为2015年度的俱乐部最佳球员，并获颁象征这一荣誉的迪托马索奖（Di Tommaso Trophy）。

### 法兰克福
至2017-18赛季，阿莱转会至德甲俱乐部和睦法兰克福。他于2017年5月中旬便与该队签订了合同，期至2021年6月30日届满。他在代表法兰克福参加的首场正式比赛便取得入球，那是2017年8月12日的德国足协杯首轮，以3比0战胜埃恩德特布吕克。同年9月20日（第5轮），凭借阿莱射入的首粒德甲入球，法兰克福得以在客场以1比0战胜科隆。2017年9月30日，阿莱在以2比1战胜斯图加特的比赛中以一记倒钩破门，此球被票选为2017年度德甲最佳入球。2018年5月，他随法兰克福在德国足协杯决赛中以3比1战胜拜仁慕尼黑，捧得职业生涯的首座冠军奖杯。

### 韋斯咸

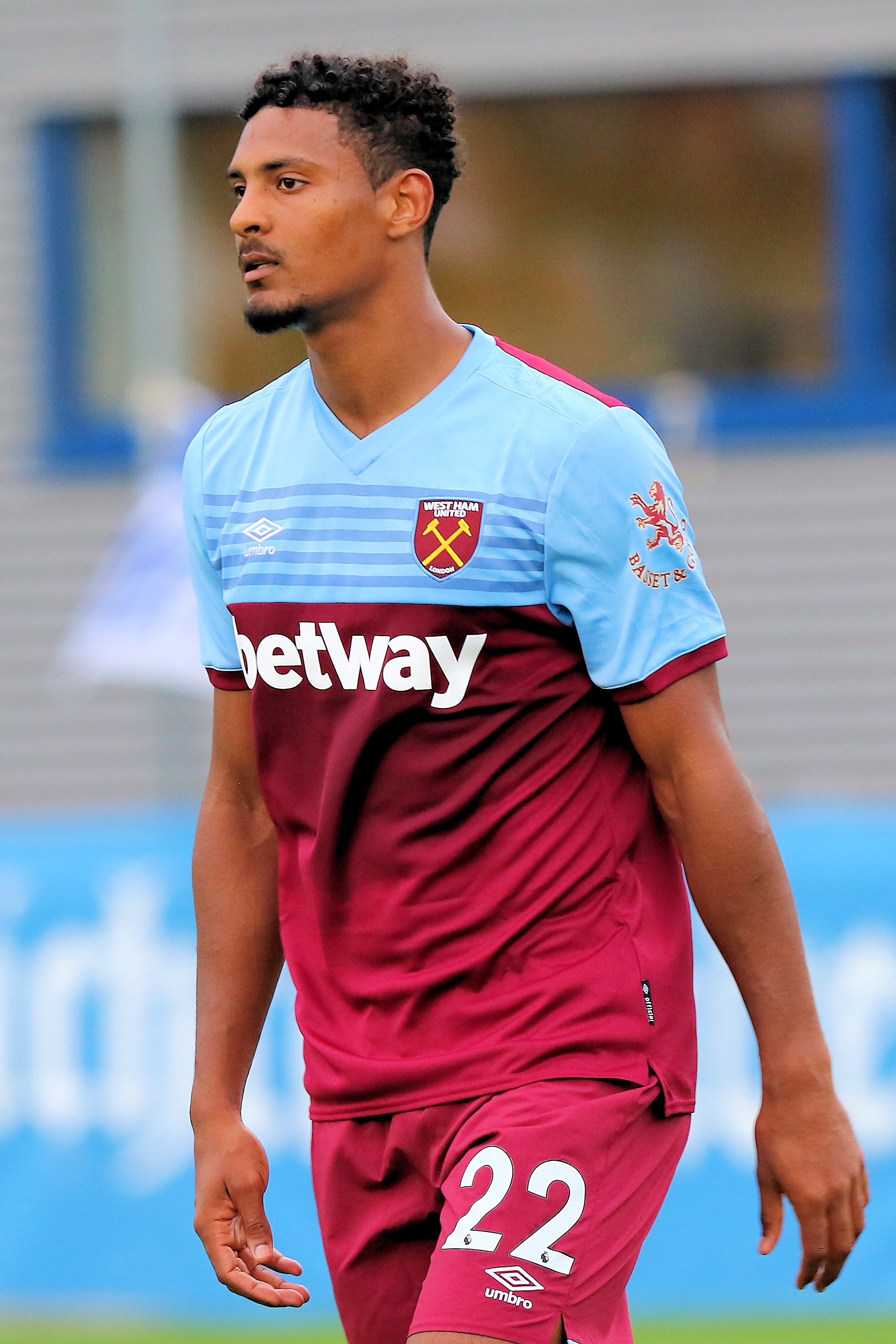
2019年賀拿為韋斯咸上陣

2019年7月17日，賀拿與韋斯咸簽下一份為期五年的合約，轉會費是破球會紀錄，可能會增加到4500萬英鎊。
2019年7月31日，賀拿在對哈化柏林的的季前友誼賽中為韋斯咸射入首個入球，令韋斯咸以5-3獲勝。賀拿於2019年8月10日首次為韋斯咸在英超上陣，但是球隊以0-5不敵上季英超冠軍曼城。
2019年8月24日，賀拿為韋斯咸射入在英超賽事的首兩個入球，以3比1擊敗屈福特。
2020年1月1日，賀拿以凌空鉸剪腳取得於2020年的首個入球，此為4-0的主場大勝般尼茅夫的第二個入球。2020年7月，法蘭克福向國際足協投訴韋斯咸未能於2020年5月支付作為4500萬英鎊轉會費的其中540萬英鎊分期付款。韋斯咸聲稱，由於兩家球會之間發生合約糾紛，他們已扣起這筆款項，其速度卻讓人感到絕望，速度不快的他很快被韋斯咸交易到阿賈克斯.。

### 阿贾克斯
2021年1月，阿贾克斯正式宣布與阿莱簽訂為期四年半的合約，转会费为2250万欧元，双方签约至2025年。

### 多特蒙德
2022年7月6日，阿莱与德甲俱乐部多特蒙德签约，转会费3100万欧元，合同为期四年。

## 国家队生涯
自2010年以来，阿莱先后入选了法国U16及以上阶段的各级国家青年队。在效力法国U17梯队期间，他获得了参加2011年國際足協U-17世界盃的机会，并最终于首轮淘汰赛以2比3不敌科特迪瓦而止步十六强。阿莱最近一次入选的梯队为法国U21。在2013年至2016年间，他曾代表该队出场20次，其首秀于2013年11月14日完成，在这场以6比0大胜亚美尼亚的比赛中，阿莱还取得了其首个入球。

## 生涯统计
最後更新：2018年12月13日
| 俱乐部   | 赛季     | 级别     | 联赛 | 联赛 | 杯赛 | 杯赛 | 欧战 | 欧战 | 其它 | 其它 | 总计 | 总计 |
| 俱乐部   | 赛季     | 级别     | 出场 | 入球 | 出场 | 入球 | 出场 | 入球 | 出场 | 入球 | 出场 | 入球 |
| -------- | -------- | -------- | ---- | ---- | ---- | ---- | ---- | ---- | ---- | ---- | ---- | ---- |
| 欧塞尔   | 2012–13  | 法乙     | 17   | 2    | 1    | 0    | —    | —    | —    | —    | 18   | 2    |
| 欧塞尔   | 2013–14  | 法乙     | 25   | 4    | 3    | 2    | —    | —    | —    | —    | 28   | 6    |
| 欧塞尔   | 2014–15  | 法乙     | 8    | 0    | 3    | 0    | —    | —    | —    | —    | 11   | 0    |
| 欧塞尔   | 总计     | 总计     | 50   | 6    | 7    | 2    | 0    | 0    | 0    | 0    | 57   | 8    |
| 乌德勒支 | 2014–15  | 荷甲     | 17   | 11   | 0    | 0    | —    | —    | —    | —    | 17   | 11   |
| 乌德勒支 | 2015–16  | 荷甲     | 33   | 17   | 5    | 5    | —    | —    | 4    | 2    | 42   | 24   |
| 乌德勒支 | 2016–17  | 荷甲     | 32   | 13   | 3    | 1    | —    | —    | 4    | 2    | 39   | 16   |
| 乌德勒支 | 总计     | 总计     | 82   | 41   | 8    | 6    | 0    | 0    | 8    | 4    | 98   | 51   |
| 法蘭克福 | 2017–18  | 德甲     | 31   | 9    | 5    | 4    | —    | —    | —    | —    | 36   | 13   |
| 法蘭克福 | 2018–19  | 德甲     | 14   | 9    | 1    | 0    | 6    | 3    | 1    | 0    | 22   | 12   |
| 法蘭克福 | 总计     | 总计     | 45   | 18   | 6    | 4    | 6    | 3    | 1    | 0    | 58   | 25   |
| 生涯总计 | 生涯总计 | 生涯总计 | 177  | 65   | 21   | 12   | 6    | 3    | 9    | 4    | 213  | 84   |

1. ↑  含法國盃、法國聯賽盃、荷蘭盃、德國盃
2. ↑  含荷甲附加赛、德国超级杯

## 荣誉

### 俱樂部
法蘭克福
- 德国足协杯冠军：2017-18[25]

阿賈克斯
- 荷兰足球甲级联赛冠軍：2020–21[26]，2021–22
- 荷蘭盃冠軍：2020–21[27]

### 國家隊
象牙海岸國家隊
- 非洲國家盃冠軍 : 2023